# Gongfu Xincun
Gongfu Xincun (共富新村) is een station van de metro van Shanghai, gelegen in het district Baoshan. Het station werd geopend op 28 december 2004 en was van 2004 tot 29 december 2007 het noordelijke eindpunt van lijn 1.